# جانيت كاي جنسن
جانيت كاي جنسن (بالإنجليزية: Janet Kay Jensen)‏ (3 أبريل 1951، بيركيلي في الولايات المتحدة)؛ كاتِبة وروائية أمريكية.